# Karel Čížek
Karel Richard Čížek (25. března 1913 Tuzla – 8. září 1991 Tanvald) byl soudní prokurátor, známý svým podílem na komunistických monstrprocesech vedených v 50. letech proti katolické církvi a vyšetřování tzv. Čihošťského zázraku.

## Život
Je známý jako prokurátor (např. Státní prokuratury Praha v letech 1949–1952 a generální prokuratury ve vykonstruovaných a inscenovaných soudních procesech proti předním osobnostem a hodnostářům Katolické církve i intelektuálům, jako např. Anastáz Opasek, Stanislav Zela, Jan Zahradníček Osobně se účastnil výslechů svědků údajného zázraku v Číhošti. V únoru 1950 dohlížel se na natáčení propagandistického filmu StB Běda tomu, skrze něhož přichází pohoršení, který měl přinést inscenované odhalení podvodných praktik faráře Toufara.. Prokazatelně byl informován o mučení vyšetřovaných v roce 1952. Za celé své působení státního prokurátora nikdy nenavrhl trest smrti.
Státní prokuraturu zastupoval například v následujících vykonstruovaných procesech:
- 1950 – proces Zela a spol. – za velezradu a vyzvědačství bylo odsouzeno 8 obviněných až na doživotí (další prokurátor Ján Feješ) – např. Jan Anastáz Opasek doživotí, Stanislav Zela 25 let, Antonín Mandl 25 let, Stanislav Bohuslav Jarolímek 20 let
- 1950 – proces Machalka a spol. – bylo odsouzeno 10 obviněných až na doživotí (další prokurátor Josef Urválek, Ludmila Brožová) – např. Josef Toufar umučen při vyšetřování, Ivan Mastyliak doživotí, Augustin Machalka 25 let, František Šilhan 25 let, Bohumil Vít Tajovský 20 let, Silvestr Braito 15 let, Jan Blesík 15 let, Jan Evangelista Urban 14 let, Adolf Kajpr 12 let, František Mikulášek 9 let
- 1951 – proces Valena a spol. – za smyšlenou špionážní činnost bylo odsouzeno 11 obviněných na 7 až 22 let, např. František Valena 22 let, Josef Plocek 13 let, Reginald Dacík 20 let
- 1952 – proces Mádr a spol. – za smyšlenou špionážní činnost a terorizmus bylo odsouzeno 11 obviněných na 14 let až doživotí, např. Oto Mádr doživotí, Vladimír Jukl 25 let, Růžena Vacková 22 let, Žofie Bohumila Langrová 20 let, Václav Razik 18 let
- 1952 – proces Bárta a spol. – za smyšlené spiknutí a špionáž bylo odsouzeno 31 obviněných na 8 měsíců až 22 let, např. Josef Zvěřina 22 let, Jan Baptista Bárta 20 let, Josef Petr Ondok 17 let,
- 1954 – proces Hošek a spol. – za smyšlenou velezradu bylo odsouzeno 6 obviněných na 2 až 15 let, např. Václav Vaško 13 let, Anna Schwarzová 11 let

| „ | Posuzujeme a odsuzujeme je, ale posoudíme a odsoudíme i Vatikán. Vidíme ho před sebou v celé jeho nahotě. Vidíme ho na straně imperialistů... | “ |
| — Karel Čížek, prokurátor, březen 1950. Publikováno: DRDA, Adam: Příběhy bezpráví – kapitoly z Československé historie 1948–1989 Člověk v tísni, o. p. s. 2008, ISBN 978-80-86961-48-4. S. 17 | |   |

| „ | V závěrečné řeči pronesl o odsouzeném Janu Opaskovi, že pomáhal spoluvytvářet: „stavovský režim v Čechách, který měl být novým zotročením lidu a návratem ke kapitalismu, dokonce ještě v horší formě, než existoval v ČSR za první republiky.“ | “ |
| — Karel Čížek, prokurátor, prosinec 1950. Publikováno: Monika Elšíková: Dobré dílo Anastáze Opaska,Monika Vadasová-Elšíková, Praha 1999, ISBN 80-902602-1-7. S. 111 | |   |